# Rodolphe Ier de Gruyère
Pour les articles homonymes, voir Rodolphe Ier et Rodolphe de Gruyère.
Rodolphe Ier de Gruyère, mort vers 1195/1196, est un comte de Gruyère, qui porte aussi celui de comes de Ogo dans certains documents, de la seconde moitié du XIIe siècle, issu de la famille de Gruyère.

## Biographie

### Origines
Rodolphe (Rodulfus) est le fils unique du comte de Gruyère, Guillaume II et de son épouse, dont le nom reste inconnu à ce jour.

### Comte de Gruyère
Rodolphe succède à son père à la tête du comté de Gruyère, vers 1145/1154,. Il porte encore, dans certains documents, celui de comte d'Ogo (Ogga),, notamment dans un acte de 1173
Il épouse Agnès de Glâne,. Cette dernière lui apporte un « important héritage politique »,. Elle apparaît également dans des documents avec le titre de comtesse d'Ogo. La sœur d'Agnès, Julianne, a épousé Guillaume de Gruyère, seigneur de Montsalvens.
Comme ses prédécesseurs, il favorise les abbayes de Haut-Crêt et de Hauterive,.
Pour Haut-Crêt son premier acte de donation intervient vers 1157 où, au château de Saint-Martin (dont il ne reste rien), il remet à l'abbé Magnon des biens qu'il possède à Châtillens. En 1177 il dote l'abbaye de Montheron de terres qu'il possède à Chevressy, de divers droits sur «les prés, les forêts, les eaux, les terres, les prestations de blé, de gerbe et d'avoine».
Agnès et sa sœur Juliane, épouse de Guillaume de Montsalvens, avaient toutes deux héritées de leur père Philippe de Glâne et de leur frère Guillaume, dernier représentant mâle de cette famille. L'abbaye de Hauterive, fondée par le-dit Guillaume de Glâne, contestait leurs droits sur de vastes territoires qu'elle convoitait allant jusqu'à brandir l'anathème sur la maison de Gruyère ce qui devait avoir pour effet de faire céder Rodolphe et Guillaume de Montsalvens. Cette première victoire de l'abbaye confortait l'évêque de Lausanne Landri de Durnes de revendiquer en 1162, toujours pour Hauterive, l'ensemble des droits que les Gruyère mais aussi les Neuchâtel et les Montsalvens possédaient dans les environs de l'abbaye.
Sur la pression de l'évêque de Lausanne Roger de Vico-Pisano, il se sépare de la ville de Bulle en 1195. Cette seigneurie, avec celle de Riaz, faisait partie des premières terres des comtes de Gruyère et possédait un marché. Une fois passée entre les mains de l'évêque ce dernier voulait développer ce marché, source de profits, et pour cela faire cesser celui de Gruyères et encore une fois les comtes durent céder.

### Mort et succession
Rodolphe semble mourir vers 1195/1196. Son fils puîné, Pierre I, hérite du titre,. Sans descendance, il doit partager son titre avec son frère cadet, Rodolphe, à partir de 1200.

## Famille
Rodolphe épouse Agnès de Glâne,, dont cinq enfants. Ces derniers sont mentionnés dans des chartes de 1162, 1173 et 1177,
Enfants connus :
- Guillaume († apr. 1177).
- Pierre Ier (vers 1162-† apr. 1200), qui lui succède, ∞ Clémence d'Estavayer (?). Sans postérité.
- Amédée († apr. 1177).
- Rodolphe II (vers 1170-† 1238), qui succédera à son frère Pierre, ∞ Gertrude (?), dont postérité.
- Agathe († apr. 1162).